# Slumberville's Scare
Slumberville's Scare (o Slumberville's Case) è un cortometraggio muto del 1914. Il nome del regista non viene riportato nei credit del film.

## Produzione
Il film fu prodotto dalla Lubin Manufacturing Company.

## Distribuzione
Distribuito dalla General Film Company, il film - un cortometraggio della durata di 180 metri - uscì nelle sale cinematografiche USA il 10 marzo 1914. Nelle proiezioni, veniva programmato con il sistema dello split reel, accorpato in un'unica bobina con un altro cortometraggio prodotto dalla Lubin, la commedia A Dangerous Case.